# Mazowiecki Instytut Kultury

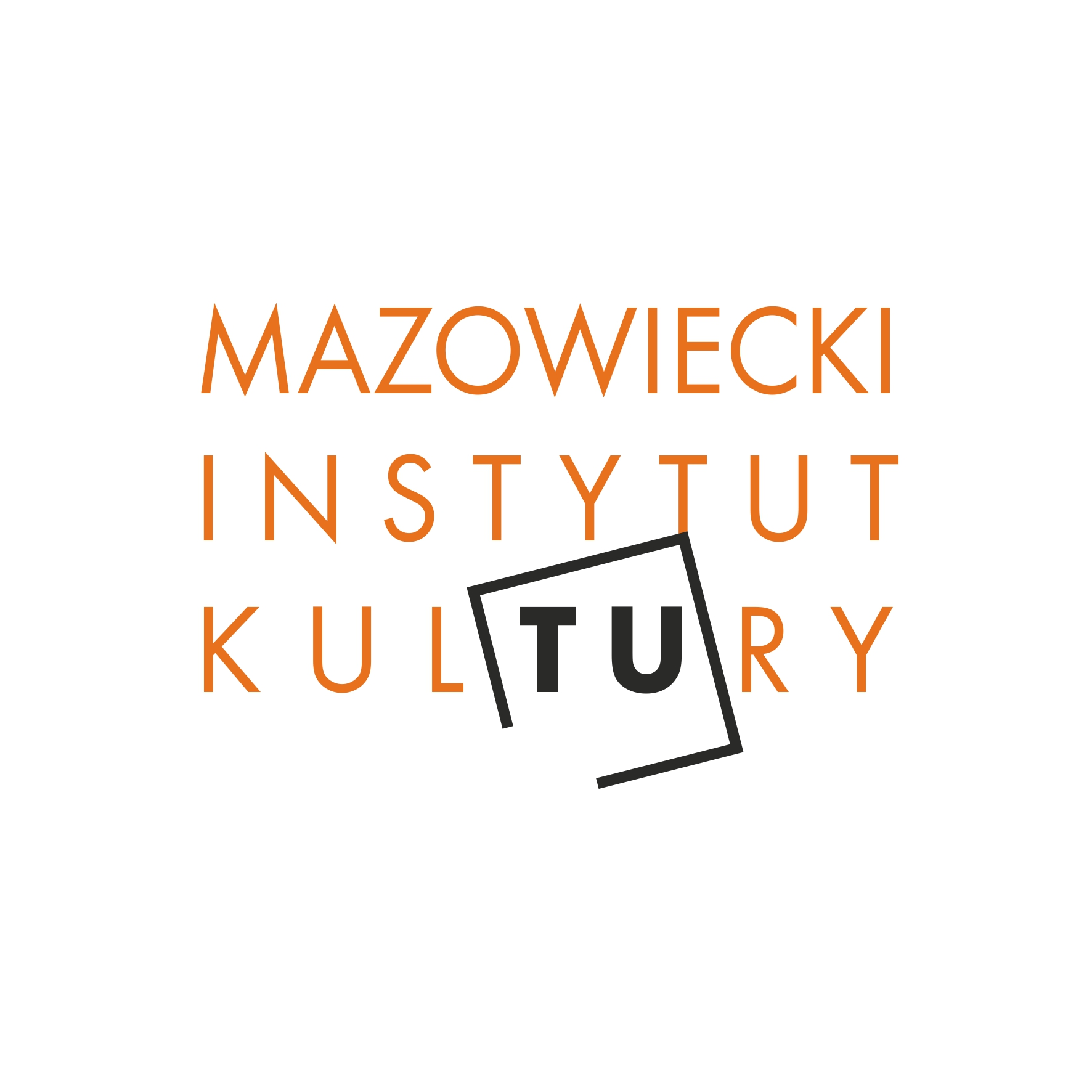
Logo Mazowieckiego Instytutu Kultury

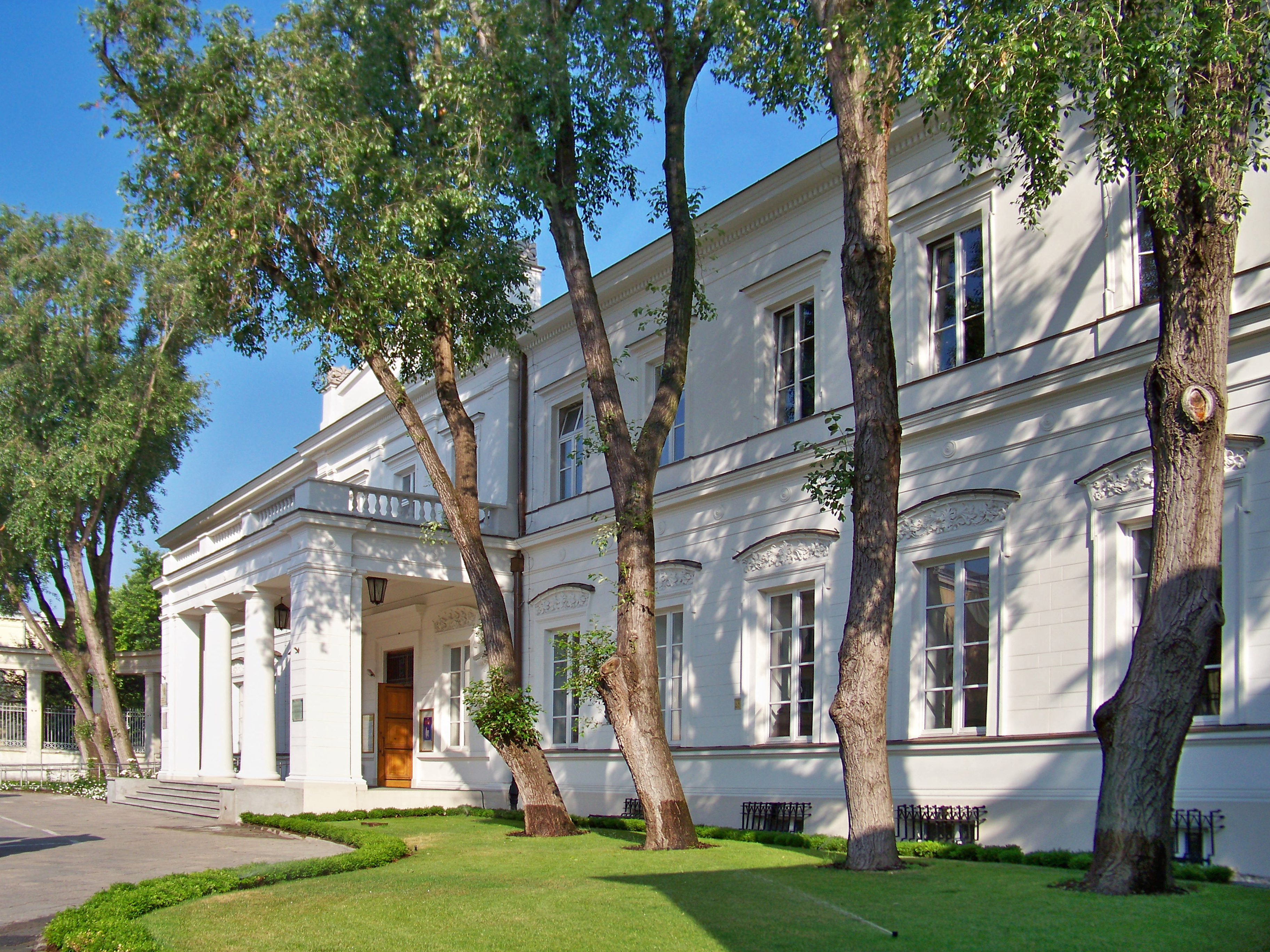
Mazowiecki Instytut Kultury

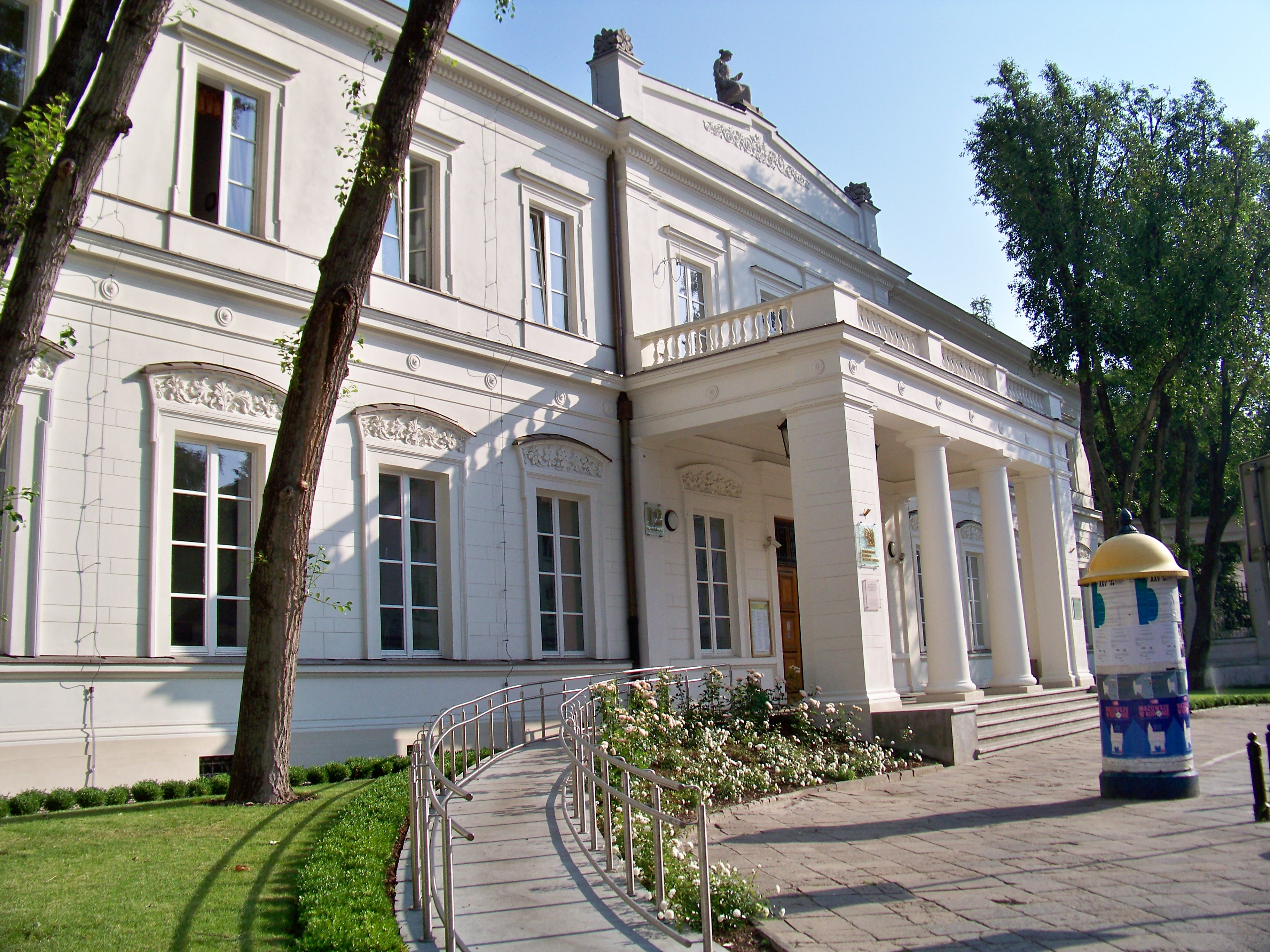
Mazowiecki Instytut Kultury

Mazowiecki Instytut Kultury (dawniej MCKiS) – instytucja kultury Samorządu Województwa Mazowieckiego powołana  w 2014 roku.
Jest to jednostka organizacyjna samorządu województwa mazowieckiego, której nadrzędnym celem działalności jest podnoszenie jakości życia kulturalnego na Mazowszu, prezentowanie najnowszych treści i form artystycznych, które poziomem i skalą trudności organizacyjnych wykraczają poza możliwości terenowych ośrodków kultury, a także eksponowanie dziedzictwa kulturowego, pielęgnowanie tradycji i ochrona polskiej odrębności kulturowej. Siedzibą Mazowieckiego Instytutu Kultury (MIK) jest zabytkowy, neorenesansowy gmach dawnego Szpitala św. Ducha przy ul. Elektoralnej 12 w Warszawie.
MIK każdego roku jest:
- Organizatorem lub współorganizatorem ok. 400 pojedynczych wydarzeń kulturalnych (w tym ok. 70 wystaw sztuki i przedsięwzięć plastycznych), współpracuje z kilkudziesięcioma instytucjami kultury w kraju i za granicą;
- Uczestniczy w dużych projektach – przedsięwzięciach wielodniowych, wielomiesięcznych,  całorocznych i kilkuletnich; festiwalach i konkursach, cyklach koncertów i projektach interdyscyplinarnych, stałej pracy galerii sztuki i edukacji ustawicznej.
- Publikuje od kilku do kilkunastu samodzielnych wydawnictw – drukowanych i multimedialnych.

MIK działa we wszystkich niemal dziedzinach sztuki, trafia do odbiorców na całym Mazowszu – w małych miejscowościach regionu i w Warszawie.

## Przedmiot i cele działania MIK
Przedmiotem działania Instytutu jest:
1. prezentowanie sztuki (przeglądy, konkursy, festiwale, cykle wydarzeń artystycznych wydawnictwa),
2. upowszechnianie kultury i sztuki oraz edukacja w tej sferze,
3. organizowanie szkoleń metodycznych dla animatorów kultury i doskonalenie kadr terenowych instytucji kultury oraz nauczycieli szkolnictwa różnych szczebli,
4. wspieranie lokalnych inicjatyw w dziedzinie kultury i ochrony dziedzictwa narodowego.

Cele MIK osiągane są poprzez rozwijanie projektów interdyscyplinarnych, obejmujących zasięgiem duże obszary województwa, budowanie relacji z partnerami (regionalnymi instytucjami kultury, organizacjami pozarządowymi, środowiskami twórczymi), a także poprzez stworzenie systemu szkoleń i doradztwa w celu podnoszenia kompetencji własnych i partnerów. Istotnym obszarem aktywności MIK jest promocja kulturalna rozumiana zarówno jako promocja regionu poprzez wydarzenia artystyczne, jak i promocja samego Instytutu.

## Historia
W okolicach dzisiejszej siedziby MIK, przy ulicy Elektoralnej mieszkało niegdyś wiele znanych osobistości, np. Antoni Malczewski (1793-1826) czy ówczesny kancelista, Juliusz Słowacki, który w latach 1829-1831 napisał m.in. Marię Stuart, Mindowe, Mnicha, czy Hymn do Bogarodzicy. W aktualnym gmachu MIK mieścił się dawniej szpital św. Ducha.
Odbudowany po wojnie, zgodnie z warunkiem postawionym przez Biuro Odbudowy Stolicy. W lutym 1953 został przystosowany do nowej funkcji Domu Kultury Warszawskiej Rady Związków Zawodowych. Z biegiem czasu zmieniały się zadania i charakter działalności instytucji kultury przy ul. Elektoralnej. Jako ostatni przed Mazowieckim Centrum Kultury i Sztuki funkcjonował tam, do 2000 Warszawski Ośrodek Kultury. 
W czasie dyrekcji Wiesława Rudzkiego, oprócz różnorodnej działalności, z akcentem na teatr w aspekcie współpracy międzynarodowej, wydawano tam do 1998 "Warszawski Informator Kulturalny", dwutygodnik sięgający swoją tradycją 1965 roku wznowiony - po latach zawieszenia - w nowej formule w 1993. 
Proces przemiany, uznawanego za wojewódzki, Warszawskiego Ośrodka Kultury w Centrum o mazowieckim zasięgu działania rozpoczął się za dyrekcji Andrzeja Tadeusza Kijowskiego, sprawowanej od grudnia 1998 do maja 1999. Mazowieckie Centrum Kultury i Sztuki (MCKiS) powstało w wyniku połączenia istniejącego w siedzibie przy ul. Elektoralnej 12 Warszawskiego Ośrodka Kultury z Krajowym Biurem Koncertowym i Stołecznym Biurem Wystaw Artystycznych. Przekształcenie dokonało się w 2000, w czasie sprawowania dyrekcji przez Małgorzatę Błoch-Wiśniewską (maj 1999 - lipiec 2003), wieloletniego dyrektora KBK. Kolejni szefowie MCKiS to: Paweł Kowal (lipiec 2003-czerwiec 2005) i Alina Witkowska (sierpień 2005-listopad 2007). W 2010 r., już za dyrekcji Aleksandry Kielan (czerwiec 2007-marzec 2015), dobiegł końca remont zabytkowego obiektu, budynek został dostosowany do potrzeb wszystkich odwiedzających, a w sposób szczególny dla osób niepełnosprawnych. Centrum pod względem merytorycznym osiągnęło rangę nowoczesnej instytucji kultury, na skalę europejską, tak poprzez stosowane metody działania, jak i realizację nowatorskich projektów z dziedziny kultury i sztuki, a także prowadzenie w tej sferze prac badawczych o dużym zakresie. MCKiS, uchwałą Sejmiku Województwa Mazowieckiego z 19 maja 2014 r. zostało przekształcone w Mazowiecki Instytut Kultury za kadencji Dyrektor Aleksandry Kielan.

## Edukacja
Główną misją edukacyjną Mazowieckiego Instytutu Kultury jest tworzenie wzorów oraz kształcenie i integrowanie nowoczesnych menedżerów kultury. W dorobku MIK są takie projekty jak: „Kultura tworzy rozwój” czy „W stronę nowoczesnego muzeum”. MIK prowadzi lub współorganizuje także liczne kursy, warsztaty, szkolenia, spotkania i cykle edukacyjne tj.: Spotkania z Rękodziełem Ludowym, Mazowiecka Akademia Tańca (specjalności: taniec jazzowy, taniec ludowy, taniec ludowy), Warsztaty Budowy i Animacji Lalki, Blok do Potęgi 3, Studio Tańca WTT, Malowane Lato, Teatr oraz Warsztaty Teatru Ruchu „Inspiracje”. W Centrum funkcjonuje również Teatr Ruchu Balonik — jest to grupa składająca się z 25 osób w wieku od 25 do 55 lat, z niepełnosprawnością intelektualną w stopniu głębszym i znacznym. Wspólnie uczestnicząc w kulturze, osoby te uświadamiają sobie własne możliwości, także artystyczne. MIK jest założycielem jednego z pierwszych uniwersytetów trzeciego wieku w Polsce: Mazowieckiego Uniwersytetu Trzeciego Wieku. MUTW działa od 2002 i ma siedzibę w Warszawie przy ulicy Elektoralnej 12.. Dzięki nawiązaniu kontaktów z dyrektorami lokalnych ośrodków, w porozumieniu z Mazowieckim Centrum Kultury i Sztuki powstało kilkanaście UTW, między innymi w Sokołowie Podlaskim, Węgrowie, Siedlcach, Pruszkowie, Zielonce, Płońsku oraz w Ośrodku Kultury „Świt” na warszawskim Bródnie.

## Galerie
MIK sprawuje pieczę nad następującymi galeriami sztuki:  
1. Galeria XX1 ul. Jana Pawła II 36
2. Galeria TEST ul. Marszałkowska 34/50
3. Galeria Elektor ul. Elektoralna 12 (drugie piętro)
4. Galeria Foksal ul. Foksal 1/4
5. Galeria Mazowiecka (ekspozycja gościnna w budynku Mazowieckiego Urzędu Wojewódzkiego) Plac Bankowy 3/5)

## Projekty MIK
MIK organizuje liczne festiwale, koncerty, inicjatywy i konkursy: Chopiniana - Dni Fryderyka Chopina, Mazowiecką Akademię Książki, Wędrujący Festiwal Sztuki i Animacji Karawana, Kierunek Kultura, Mazowsze w Koronie, Festiwal Sztuki 3m, Festiwal Fabryka Światła w Przasnyszu oraz Festiwal Teatralny InQbator.
W latach 90. XX w. w WOKu odbywały się koncerty połączone z potańcówkami z udziałem czołowych kapel i śpiewaczek wiejskich współorganizowane przez Stowarzyszenie Dom Tańca. Przyczyniło się znacznie do rozwoju zainteresowania muzyką ludową wśród młodych ludzi z miasta.
W czasach działalności MCKiS odbywały się Warsaw Dance Days, Mazowiecki Festiwal Teatrów Amatorskich, w latach 2003 – 2007 Warszawski Festiwal Pianistów Jazzowych oraz towarzyszący tej imprezie Konkurs Pianistów Jazzowych – Debiuty.

## Mazowiecki Fundusz Filmowy
MFF powołano w strukturach Mazowieckiego Instytutu Kultury, na mocy uchwały Samorządu Województwa Mazowieckiego w 2010 roku, aby wspierać produkcję filmową (fabularną, dokumentalną, animowaną) realizowaną na terenie Mazowsza. Mazowiecki Fundusz Filmowy jest jednym z regionalnych funduszy filmowych, które działają w Polsce i Europie. Jest on istotnym uzupełnieniem programu krajowego Polskiego Instytutu Sztuki Filmowej, oraz regionalnej polityki wspierania i promowania kultury filmowej i sektora audiowizualnego.

## Teatr Mazowiecki
Teatr Mazowiecki (wcześniej Teatr Praga) jest integralną częścią Mazowieckiego Instytutu Kultury i swoje działania ukierunkowuje na Warszawę i Mazowsze. Głównym celem Teatru Mazowieckiego jest stałe prezentowanie artystycznych spektakli w wykonaniu najlepszych polskich aktorów. Twórcy Teatru zapewniają wartościowy repertuar, który na trwałe wpisuje się w kalendarz wydarzeń kulturalnych stolicy, jak i miejscowości mazowieckich, na co dzień pozbawionych instytucji teatru. Teatr Mazowiecki to również sieć scen partnerskich na Mazowszu, w ośrodkach kultury dysponujących nowoczesnym zapleczem scenicznym. Wspólnie z partnerami w regionie Teatr Mazowiecki pragnie wykorzystać potencjał Mazowsza i razem budować kulturę, wiedzę teatralną oraz kształtować gusta artystyczne.

## Mazowiecka Książka
Publikacje wydane przez Mazowiecki Instytut Kultury są dostępne w siedzibie Instytutu oraz w sklepie internetowym. Można tam znaleźć kilkadziesiąt różnorodnych publikacji o kulturze, sztuce, tradycji i historii Mazowsza i Warszawy. Wiele z pozycji wydanych przez Instytut powstało dzięki konkursowi literackiemu Mazowiecka Akademia Książki. Dostępne są publikacje podzielone na serie wydawnicze, m.in.: Przewodniki subiektywne po poszczególnych powiatach, Odkrywanie Tradycji Mazowsza, a także książki o życiu i twórczości wybitnych mieszkańców tego regionu.